# Jon Hendricks
John Carl Hendricks, detto Jon (Newark, 16 settembre 1921 – New York, 22 novembre 2017), è stato un cantante e autore jazz statunitense.
In gioventù debutta come batterista e ballerino con, tra gli altri, il grande Art Tatum, poi si dedica esclusivamente al canto, soprattutto scat (ovvero improvvisando senza parole). Attorno al 1952 rimane folgorato dalle registrazioni di Eddie Jefferson e King Pleasure (Moody's mood for love), inventori del vocalese, e comincia lui stesso a scrivere brillanti testi su famosi temi e assoli jazz (Don't get scared, dal disco europeo di Stan Getz e Lars Gullin).
Nel 1957 fonda con Dave Lambert e Annie Ross il trio Lambert, Hendricks & Ross e collabora con Count Basie, Zoot Sims, Harry Sweets Edison, Pony Poindexter. I tre cantano brani di artisti quali Duke Ellington, Randy Weston, Horace Silver e Charlie Parker. Nel 1962 la Ross viene sostituita per ragioni di salute da Yolande Bavan, ma il gruppo dura poco perché nel 1966 muore Dave Lambert. Hendricks alterna progetti da solista a lavori corali in cui coinvolge la moglie e le figlie (Family).
Nel 1991 partecipa al Festival di Sanremo cantando accompagnato dal suo coro Lemme Hear Some o' That Be-Bop, versione in inglese di Sbatti ben su del be-bop dei Ladri di Biciclette.

## Discografia
Album (come solista)
- 1960 – A Good Git-Together (World Pacific Records, WP-1283)
- 1961 – Evolution of the Blues Song (Columbia Records, CL-1583/CS-8383)
- 1962 – Fast Livin' Blues (Columbia Records, CL 1805/CS 8605)
- 1963 – ¡Salud! João Gilberto (Reprise Records, R/R9-6089)
- 1965 – Recorded in Person at the Trident (Smash Records, MGS 27069)
- 1970 – Jon Hendricks Live (Fontana Records, 6438 019) pubblicato in UK
- 1972 – Times of Love (Philips Records, 6414302) pubblicato in UK, ripubblicato nel 1975 in USA con il titolo di September Songs (Stanyan Records, SR 10132)
- 1975 – Tell Me the Truth (Arista Records, AL 4043)
- 1982 – Cloudburst (Enja Records, enja 4032) pubblicato in Germania
- 1982 – Love (Muse Records, MR 5258) a nome Jon Hendricks & Company
- 1990 – Freddie Freeloader (Denon Records, 81757 6302 2) a nome Jon Hendricks and Friends
- 1995 – Boppin' at the Blue Note (Telarc Records, CD-83320) a nome Jon Hendricks and the All-Stars

Lambert, Hendricks & Ross
- 1958 – Sing a Song of Basie (ABC-Paramount Records, ABC-223)
- 1959 – Sing Along with Basie (Roulette Records, R-52018) a nome Joe Williams, Dave Lambert, Jon Hendricks, Annie Ross Plus The Basie Band
- 1959 – The Swingers! (World Pacific Records, WP-1264/WPTC-1008) a nome Lambert, Hendricks & Ross with Zoot Sims
- 1959 – The Hottest New Group in Jazz (Columbia Records, CL 1403/CS 8198) a nome Lambert, Hendricks & Ross with the Isaacs Trio Featuring Harry Edison
- 1960 – Sing Ellington (Columbia Records, CL 1510/CS 8310) a nome Lambert, Hendricks & Ross with The Ike Isaacs Trio
- 1961 – High Flying (Columbia Records, CL 1675/CS 8475) a nome L,H&R with The Ike Isaacs Trio

Lambert, Hendricks & Bavan
- 1963 – Recorded Live at Basin Street East (RCA Victor Records, LPM/LSP-2635)
- 1963 – At Newport '63 (RCA Victor Records, LPM/LSP-2747)
- 1964 – Havin' a Ball at the Village Gate (RCA Victor Records, LPM/LSP-2891)
- 1987 – Swingin' Till the Girls Come Home (Bluebird Records, 6282-1-RB)